# Grawolfstraße 1 (Gräfelfing)

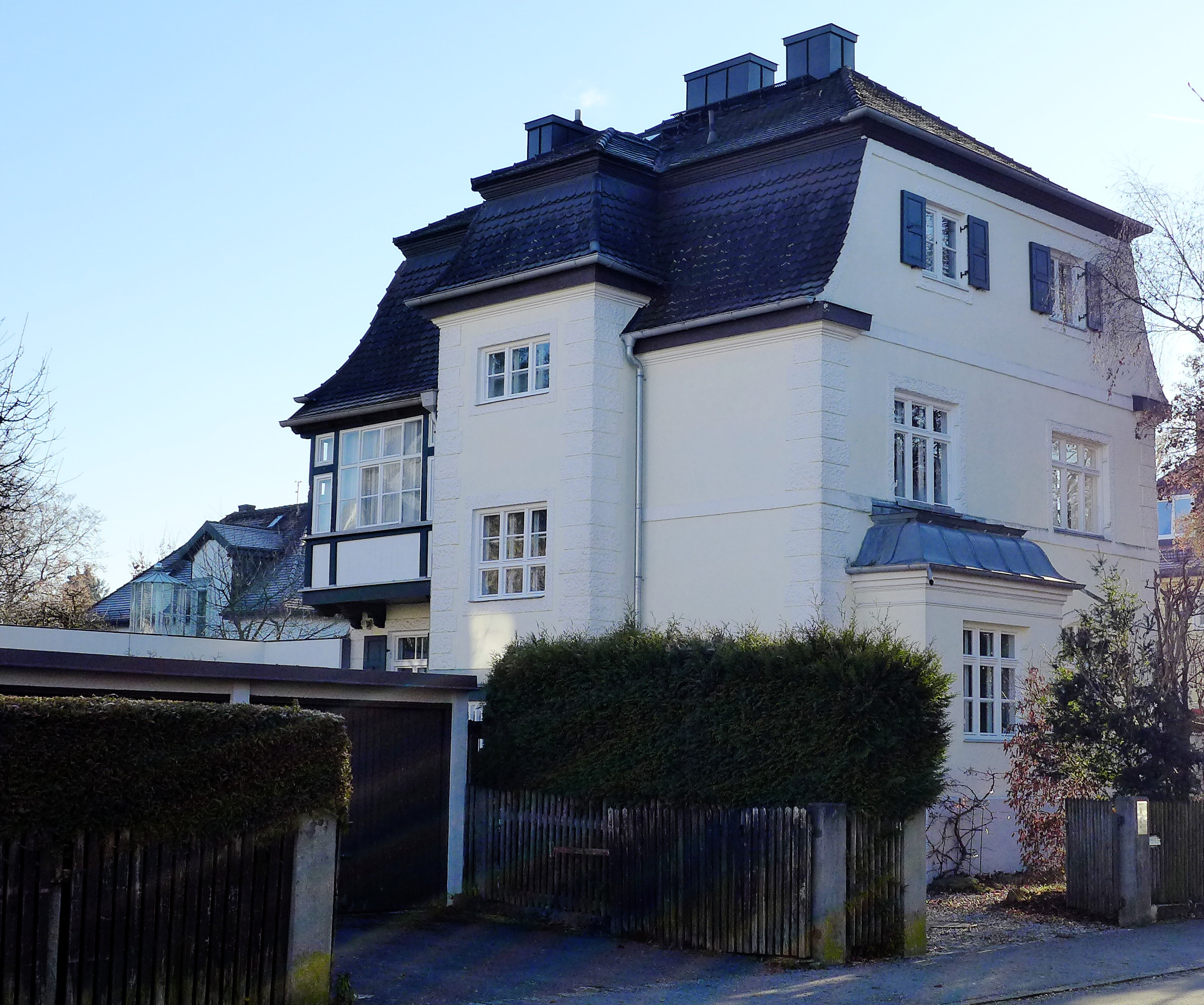
Villa Grawolfstraße 1 in Gräfelfing

Das Gebäude Grawolfstraße 1 in Gräfelfing, einer Gemeinde im oberbayerischen Landkreis München, wurde um 1900 errichtet. Die Villa ist ein geschütztes Baudenkmal.
Der zweigeschossige Mansarddachbau mit Halbwalm, Erkern und Putzgliederungen wurde in Formen des Neobarock errichtet.